# Montebruno
Montebruno – miejscowość i gmina we Włoszech, w regionie Liguria, w prowincji Genua.
Według danych na rok 2004 gminę zamieszkiwało 277 osób, 16,3 os./km².